# Eduard Ferdinand Geiseler
Eduard Ferdinand Geiseler (né le 21 septembre 1781 à Stettin et mort le 6 avril 1837 à Dantzig) est un botaniste prussien.